# 2016 في كرواتيا
فيما يلي قوائم الأحداث التي وقعت خلال عام 2016 في كرواتيا.

## سياسة

### تعيين في المنصب
- 19 أكتوبر – أندريه بلينكوفيتش قائمة رؤساء وزراء كرواتيا.

### انتهاء فترة المنصب
- 22 يناير – زوران ميلانوفيتش قائمة رؤساء وزراء كرواتيا.

## رياضة
- 1 يناير – كرواتيا في الألعاب الأولمبية الصيفية 2016
- 14 فبراير – جي بي لاغونا 2016 الفائزون فيليبو غانا، دومين نوفاك، ديفيد بير.
- 2 مارس – تروفيج أوماغ 2016 الفائزون فيليبو فورتين، Jonas Bokeloh [الإنجليزية]‏، Mamyr Stash [الإنجليزية]‏.

## وفيات

### فبراير
- 4 فبراير – إدجار ميتشيل (مواليد 1930) رائد فضاء أمريكي.[1]

### يوليو
- 12 يوليو – غوران هادزيتش (مواليد 1958) سياسي صربي.[2]